# Geoffrey Soupe
Geoffrey Soupe (Viriat, Ain, 22 de marzo de 1988) es un ciclista profesional francés, miembro del equipo Team TotalEnergies.
Debutó como profesional en 2011 en el equipo FDJ donde estuvo hasta el fin de la temporada 2014. Para la temporada 2015 recaló en las filas del Cofidis.

## Palmarés
2011
- 1 etapa de la Tropicale Amissa Bongo

2023
- Tropicale Amissa Bongo, más 1 etapa
- 1 etapa de la Vuelta a España

## Resultados en Grandes Vueltas
| Carrera | Carrera         | 2011 | 2012 | 2013 | 2014 | 2015  | 2016  | 2017 | 2018 | 2019 | 2020  | 2021 | 2022 | 2023  | 2024 |
| ------- | --------------- | ---- | ---- | ---- | ---- | ----- | ----- | ---- | ---- | ---- | ----- | ---- | ---- | ----- | ---- |
|         | Giro de Italia  | —    | 76.º | —    | —    | —     | —     | —    | —    | ―    | —     | —    | —    | —     | ―    |
|         | Tour de Francia | —    | —    | —    | —    | 122.º | 142.º | —    | —    | —    | 123.º | ―    | —    | ―     | —    |
|         | Vuelta a España | —    | —    | Ab.  | 94.º | Ab.   | —     | —    | —    | —    | —     | —    | ―    | 101.º | ―    |

—: no participa

Ab.: abandono

## Equipos
- FDJ (2011-2014)
  - FDJ (2011)
  - FDJ-BigMat (2012)
  - FDJ (2013-2014)
- Cofidis[1] (2015-2019)
- Total[2] (2020-)
  - Team Total Direct Énergie (2020-06.2021)
  - Team TotalEnergies (06.2021-)